# Choi Chang-ho
Choi Chang-ho (* 10. Februar 1964 in Seoul, Südkorea) ist ein ehemaliger südkoreanischer Boxer im Fliegengewicht.

## Profikarriere
Im Jahre 1982 begann er erfolgreich seine Profikarriere. Am 5. September 1987 boxte er gegen Dodie Boy Peñalosa um die IBF-Weltmeisterschaft und gewann durch klassischen K. o. in Runde 11. Diesen Gürtel verlor er allerdings bereits in seiner ersten Titelverteidigung an Rolando Bohol im Januar des darauffolgenden Jahres nach Punkten. 
Im Jahre 1989 beendete er seine Karriere.